# Провадсол
„Провадсол“ е предприятие за добив на каменна сол и производство на разсол край Провадия.
Мировското каменосолно находище има форма на пресечен конус, като най-плитката част заляга на дълбочина от 15 – 20 m, а дълбочината му достига до 3600 m. Солно-скалната маса съдържа средно 69,6% NaCl и 23,3% неразтворими примеси от мергели и глинести шисти, анхидрит и други. То е единственото експлоатирано в България солно находище.

## История
Първият сондаж за проучване на находището за каменна сол „Мирово“ е извършен през 1926 г. Това е първият сондаж в България. Находището се намира на 4 km южно от Провадия и за експлоатацията му е построен завод за сол и разсол. През 1991 г. е преобразуван в търговско дружество „Геосол“. През 1999 г. получава концесия за добив на каменна сол за 30 години. Предприятието е приватизирано през 2000 г., като 78% от капитала му е продаден на „Солвей Соди“ АД, Девня и е преименувано на „Провадсол“. Добитата каменна сол чрез солен разтвор се изпраща по тръбопровод до завод „Соди“ в Девня и се използва като суровина за производството на калцинирана сода.